# Prasinochrysa
Prasinochrysa là một chi bướm đêm thuộc họ Geometridae.

## Các loài
- Prasinochrysa detracta
- Prasinochrysa eucharis
- Prasinochrysa fructidora
- Prasinochrysa polydora
- Prasinochrysa quadriplaga